# Budynek Główny Gminy Żydowskiej w Warszawie
Budynek Główny Gminy Żydowskiej – budynek, który znajdował się przy ul. Grzybowskiej 26/28 w Warszawie. Wyburzony w latach 50. XX wieku.

## Historia
Budynek został wzniesiony ok. 1892 roku. Mieściły się w nim biura zarządu Gminy Żydowskiej i rabinat, a także Muzeum Żydowskie. W 1901 roku na dziedzińcu wzniesiono budynek Szkoły Rzemieślniczej im. dra Ludwika Natansona.
Podczas II wojny światowej do sierpnia 1942 roku w budynku mieściła się siedziba warszawskiego Judenratu (po likwidacji tzw. małego getta przeniesiona do gmachu Koszar Wołyńskich przy ul. Zamenhofa 19). 23 lipca 1942 roku wieczorem, drugiego dnia wielkiej akcji deportacyjnej, w  swoim gabinecie znajdującym się na pierwszym piętrze budynku popełnił samobójstwo prezes Judenratu Adam Czerniaków.
W czasie powstania warszawskiego budynek został spalony, ale jego konstrukcja nie uległa zawaleniu, przez co mógł zostać po wojnie odbudowany. W latach 50. budynek został jednak wyburzony. 
W miejscu, w którym znajdował się budynek, w latach 1997−2000 wzniesiono wieżowiec PZU Tower.